# Smetanova Lhota
Smetanova Lhota település Csehországban, Píseki járásban. Smetanova Lhota Ostrovec, Rakovice, Nevězice, Mirotice, Varvažov, Čimelice és Cerhonice településekkel határos. Lakosainak száma 270 fő (2024. január 1.).

## Népesség
A település lakosságának változását az alábbi diagram mutatja:
| Lakosok száma | 1054 | 945  | 887  | 600  | 394  | 265  | 295  | 283  | 269  | 270  |
|               | 1869 | 1890 | 1921 | 1950 | 1980 | 2001 | 2017 | 2019 | 2022 | 2024 |